# Erik Björkman (spelman)
Erik Johan Björkman, född 31 december 1906 i Svartnäs församling, Kopparbergs län, död 26 februari 1986, var en svensk fiolspelman.
Björkman, som var född i Västra Svartnäs, var en av de sista i raden av spelmanspersonligheter från Svärdsjö finnmark i gränstrakterna mellan Dalarna, Gästrikland och Hälsingland. Han tillhörde en mycket musikalisk familj och lärde sig spela av fadern Johan Björkman vid 13 års ålder. Sina låtar hade han efter fadern samt Lo Sammil Andersson, Lomback Jan Erik Hellberg, Sammil Gustav Zetterström och Vingel Anders Jansson Wikström. Han tog Svartnäslåtarna till det 1952 bildade Svärdsjö spelmanslag, där han var aktiv.

## Diskografi
- Erik Björkman Svärdsjö spelmanslag (Giga GCD-33, 1996)